# Cathédrales du Rail
Les Cathédrales du Rail, situées rue du Bailly à Saint-Denis (Seine-Saint-Denis), sont d'anciens bâtiments ferroviaires que faisaient partie du dépôt de La Plaine.
En 2023, il est conclu un accord pour la réhabilitation des 6 hectares du site d'ici 20230 afin d'implanter des activités artistiques dans les halles et un quartier résidentiel à leurs abords.

## Description

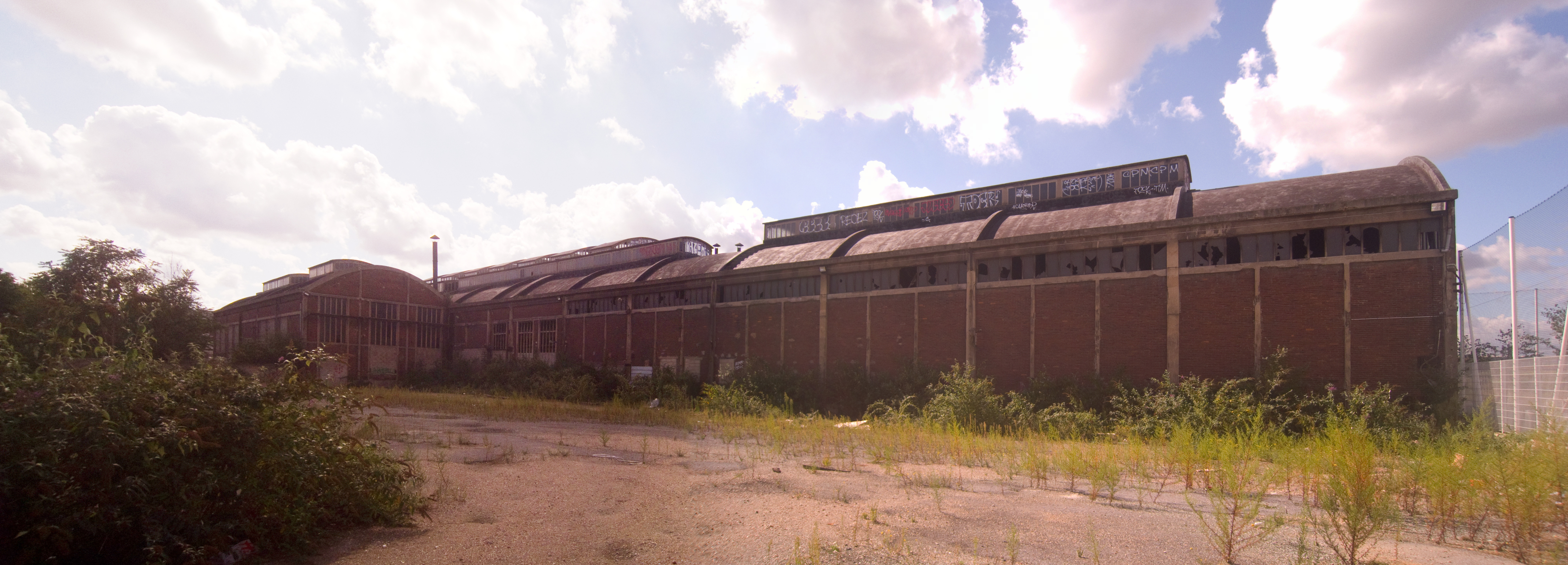
Dépôt de La Plaine, Saint-Denis.

Ces deux anciennes halles ferroviaires sont situées entre le faisceau ferroviaire nord et l’avenue du Président-Wilson, au sud de la rue du Bailly, faisant historiquement partie du dépôt de La Plaine. 
Elles occupent un terrain de 6 hectares. Elles sont construites en béton armé à remplissage de briques, les voûtes et charpentes elles-mêmes faites de béton

## Historique
Les anciens ateliers SNCF de la Plaine sont édifiés en 1872 pour l’entretien des locomotives,. Détruits par le bombardement du 21 avril 1944 Seuls subsistent, comme vestiges du premier emplacement, la maison du contremaître et l'emplacement du pont tournant. La reconstruction par les ingénieurs Sechaud et Metz est achevée en 1952.
L'atelier de réparation ferme en 1959 et toute activité cesse cesse en 1990
La rénovation des halles est envisagée en 2017. En 2019, plusieurs projets de reconversion de ces halles inscrites à l’inventaire des Monuments historiques depuis 2004 sont étudiées, mais début 2020 le premier appel à projets de Plaine Commune, de l'EPFIF et de la SNCF —  prévoyant alors la construction de 600 logements dont 40 %  de HLM et un parc d’un hectare — est déclaré infructueux. 
En janvier 2023, un nouvel appel à projets porté par la Ville de Saint-Denis, Plaine Commune et SNCF immobilier confie la réhabilitation des 6 hectares du site à un groupement formé par Eiffage Aménagement associé à Aire Nouvelle (groupe Equans). le projet prévoit l'acquisition des emprises foncières, leur dépollution et leur viabilisation, puis la réhabilitation des deux grandes halles de 8 400 m² de surface. Elles doivent accueillir un grand musée consacré au street art et au hip-hop, « l’Aérosol Saint-Denis » porté par deux acteurs, Maquis-Art et Hip Hop Citoyens. Autour d'elles, il sera aménagé un parc d'environ 1,7 hectare, 650 logements ainsi que des services et commerces de proximité et des équipements publics. la promesse de vente est signée le 8 juillet 2025. Les constructions les plus proches des voies ne seront pas des logements mais un immeuble d'activité et une centrale de mobilité d'au moins 160 places de stationnement afin de former un écran phonique pour protéger logements et écoles du bruit des circulations ferroviaires